# Бове-Сюд-Уэст
Бове-Сюд-Уэст (фр. Beauvais-Sud-Oest) — упраздненный кантон во Франции, регион Пикардия, департамент Уаза. Входил в состав округа Бове.
В состав кантона входили коммуны (население по данным Национального института статистики Архивная копия от 21 сентября 2013 на Wayback Machine за 2010 г.):
- Аллонн (1 572 чел.)
- Бове (18 838 чел.) (частично)
- Гуэнкур (1 236 чел.)
- О-Маре (734 чел.)
- Сен-Мартен-ле-Не (1 055 чел.)

## Политика
На президентских выборах 2012 г. жители кантона отдали в 1-м туре Франсуа Олланду 29,2 % голосов против 25,3 % у Николя Саркозии 21,0 % у Марин Ле Пен, во 2-м туре в кантоне победил Олланд, получивший 52,0 % голосов (2007 г. 1 тур: Саркози  — 31,7 %, Сеголен Руаяль— 25,6 %; 2 тур: Саркози — 54,5 %). На выборах в Национальное собрание в 2012 г. по 2-му избирательному округу департамента Уаза они поддержали своего представителя в Генеральном совете департамента, кандидата социалистов Сильви Уссен, получившую 37,7 % голосов в 1-м туре и 48,9 % голосов - во 2-м туре.
|  | Кандидат       | Партия                    | % голосов |
|  | -------------- | ------------------------- | --------- |
|  | Сильви Уссен   | Социалистическая партия   | 50,96     |
|  | Себастьян Шеню | Союз за народное движение | 49,04     |

|  | Кандидат       | Партия                    | % голосов |
|  | -------------- | ------------------------- | --------- |
|  | Сильви Уссен   | Социалистическая партия   | 54,32     |
|  | Себастьян Шеню | Союз за народное движение | 45,68     |